# Farbenspiel Live
Farbenspiel Live war eine Konzerttournee der deutschen Schlagersängerin Helene Fischer. Die Tournee begann am 25. September 2014 in Riesa und endete am 8. Juli 2015 in Dresden. Mehr als 1,3 Millionen Besucher sorgten für rund 92 Millionen US-Dollar Umsatzerlöse an 52 Terminen. Auf der Rangliste der erfolgreichsten Musiktourneen des Jahres 2014 belegte Farbenspiel Live Platz 81, im darauffolgenden Jahr Rang 47.

## Termine
| Nr.             | Datum              | Land            | Stadt             | Veranstaltungsort           | Besucher                      | Einnahmen      |
| Europa – Leg 1  | Europa – Leg 1     | Europa – Leg 1  | Europa – Leg 1    | Europa – Leg 1              | Europa – Leg 1                | Europa – Leg 1 |
| --------------- | ------------------ | --------------- | ----------------- | --------------------------- | ----------------------------- | -------------- |
| 1               | 25. September 2014 | Deutschland     | Riesa             | erdgasarena                 | 10.150 / 10.150               | $ 622.901      |
| 2               | 27. September 2014 | Deutschland     | Frankfurt am Main | Frankfurter Festhalle       | 24.370 / 24.370               | $ 1.495.575    |
| 3               | 28. September 2014 | Deutschland     | Frankfurt am Main | Frankfurter Festhalle       | 24.370 / 24.370               | $ 1.495.575    |
| 4               | 30. September 2014 | Deutschland     | Oberhausen        | König-Pilsener-Arena        | 23.876 / 23.876               | $ 1.465.259    |
| 5               | 1. Oktober 2014    | Deutschland     | Oberhausen        | König-Pilsener-Arena        | 23.876 / 23.876               | $ 1.465.259    |
| 6               | 3. Oktober 2014    | Deutschland     | Bremen            | ÖVB-Arena                   | 23.898 / 23.898               | $ 1.466.609    |
| 7               | 4. Oktober 2014    | Deutschland     | Bremen            | ÖVB-Arena                   | 23.898 / 23.898               | $ 1.466.609    |
| 8               | 6. Oktober 2014    | Deutschland     | Leipzig           | Arena Leipzig               | 22.600 / 22.600               | $ 1.386.951    |
| 9               | 7. Oktober 2014    | Deutschland     | Leipzig           | Arena Leipzig               | 22.600 / 22.600               | $ 1.386.951    |
| 10              | 9. Oktober 2014    | Deutschland     | Hannover          | TUI Arena                   | 25.122 / 25.122               | $ 1.541.725    |
| 11              | 10. Oktober 2014   | Deutschland     | Hannover          | TUI Arena                   | 25.122 / 25.122               | $ 1.541.725    |
| 12              | 21. Oktober 2014   | Schweiz         | Zürich            | Hallenstadion               | 21.000 / 21.000               | $ 2.501.450    |
| 13              | 22. Oktober 2014   | Schweiz         | Zürich            | Hallenstadion               | 21.000 / 21.000               | $ 2.501.450    |
| 14              | 24. Oktober 2014   | Osterreich      | Wien              | Wiener Stadthalle           | 27.196 / 27.196               | $ 1.669.005    |
| 15              | 25. Oktober 2014   | Osterreich      | Wien              | Wiener Stadthalle           | 27.196 / 27.196               | $ 1.669.005    |
| 16              | 27. Oktober 2014   | Deutschland     | Stuttgart         | Hanns-Martin-Schleyer-Halle | 21.158 / 21.158               | $ 1.298.456    |
| 17              | 28. Oktober 2014   | Deutschland     | Stuttgart         | Hanns-Martin-Schleyer-Halle | 21.158 / 21.158               | $ 1.298.456    |
| 18              | 30. Oktober 2014   | Deutschland     | München           | Olympiahalle München        | 21.512 / 21.512               | $ 1.320.181    |
| 19              | 31. Oktober 2014   | Deutschland     | München           | Olympiahalle München        | 21.512 / 21.512               | $ 1.320.181    |
| 20              | 2. November 2014   | Deutschland     | Köln              | Lanxess Arena               | 26.378 / 26.378               | $ 1.618.805    |
| 21              | 3. November 2014   | Deutschland     | Köln              | Lanxess Arena               | 26.378 / 26.378               | $ 1.618.805    |
| 22              | 5. November 2014   | Deutschland     | Mannheim          | SAP Arena                   | 22.560 / 22.560               | $ 1.384.496    |
| 23              | 6. November 2014   | Deutschland     | Mannheim          | SAP Arena                   | 22.560 / 22.560               | $ 1.384.496    |
| 24              | 8. November 2014   | Deutschland     | Hamburg           | O2 World Hamburg            | 22.475 / 22.475               | $ 1.379.280    |
| 25              | 9. November 2014   | Deutschland     | Hamburg           | O2 World Hamburg            | 22.475 / 22.475               | $ 1.379.280    |
| 26              | 12. November 2014  | Deutschland     | Berlin            | O2 World Berlin             | 38.126 / 38.126               | $ 2.560.160    |
| 27              | 13. November 2014  | Deutschland     | Berlin            | O2 World Berlin             | 38.126 / 38.126               | $ 2.560.160    |
| 28              | 14. November 2014  | Deutschland     | Berlin            | O2 World Berlin             | 38.126 / 38.126               | $ 2.560.160    |
| Europa – Leg 2  |                    |                 |                   |                             |                               |                |
| 29              | 26. Mai 2015       | Deutschland     | Düsseldorf        | ISS Dome                    | 11.820 / 11.820               | $ 793.713      |
| 30              | 28. Mai 2015       | Belgien         | Hasselt           | Ethias Arena                | 10.098 / 10.098               | $ 781.083      |
| 31              | 30. Mai 2015       | Danemark        | Herning           | Jyske Bank Boxen            | 12.263 / 12.263               | $ 823.460      |
| 32              | 2. Juni 2015       | Deutschland     | Rostock           | DKB-Arena                   | 25.730 / 25.730               | $ 1.727.769    |
| 33              | 4. Juni 2015       | Deutschland     | Hamburg           | Imtech Arena                | 88.256 / 88.256               | $ 5.926.388    |
| 34              | 5. Juni 2015       | Deutschland     | Hamburg           | Imtech Arena                | 88.256 / 88.256               | $ 5.926.388    |
| 35              | 7. Juni 2015       | Deutschland     | Hannover          | HDI-Arena                   | 46.223 / 46.223               | $ 3.103.873    |
| 36              | 10. Juni 2015      | Deutschland     | Frankfurt am Main | Commerzbank-Arena           | 36.647 / 36.647               | $ 2.460.845    |
| 37              | 13. Juni 2015      | Deutschland     | München           | Olympiastadion München      | 72.637 / 72.637               | $ 4.877.573    |
| 38              | 15. Juni 2015      | Deutschland     | Köln              | Rheinenergiestadion         | 89.150 / 89.150               | $ 5.986.420    |
| 39              | 18. Juni 2015      | Deutschland     | Köln              | Rheinenergiestadion         | 89.150 / 89.150               | $ 5.986.420    |
| 40              | 10. Juni 2015      | Deutschland     | Stuttgart         | Mercedes-Benz Arena         | 42.495 / 42.495               | $ 2.853.538    |
| 41              | 20. Juni 2015      | Deutschland     | Gelsenkirchen     | Veltins-Arena               | 110.096 / 110.096             | $ 7.392.944    |
| 42              | 21. Juni 2015      | Deutschland     | Gelsenkirchen     | Veltins-Arena               | 110.096 / 110.096             | $ 7.392.944    |
| 43              | 23. Juni 2015      | Schweiz         | Basel             | St. Jakob-Park              | 36.700 / 36.700               | $ 4.371.582    |
| 44              | 25. Juni 2015      | Deutschland     | Nürnberg          | Grundig Stadion             | 46.123 / 46.123               | $ 3.097.158    |
| 45              | 27. Juni 2015      | Deutschland     | Leipzig           | Red Bull Arena              | 94.466 / 94.466               | $ 6.343.390    |
| 46              | 28. Juni 2015      | Deutschland     | Leipzig           | Red Bull Arena              | 94.466 / 94.466               | $ 6.343.390    |
| 47              | 30. Juni 2015      | Osterreich      | Wien              | Ernst-Happel-Stadion        | 115.416 / 115.416             | $ 7.083.023    |
| 48              | 1. Juli 2015       | Osterreich      | Wien              | Ernst-Happel-Stadion        | 115.416 / 115.416             | $ 7.083.023    |
| 49              | 4. Juli 2015       | Deutschland     | Berlin            | Olympiastadion Berlin       | 142.078 / 142.078             | $ 9.540.534    |
| 50              | 5. Juli 2015       | Deutschland     | Berlin            | Olympiastadion Berlin       | 142.078 / 142.078             | $ 9.540.534    |
| 51              | 7. Juli 2015       | Deutschland     | Dresden           | Stadion Dresden             | 55.614 / 55.614               | $ 3.734.479    |
| 52              | 8. Juli 2015       | Deutschland     | Dresden           | Stadion Dresden             | 55.614 / 55.614               | $ 3.734.479    |
| Zusammenfassung | Zusammenfassung    | Zusammenfassung | Zusammenfassung   | Zusammenfassung             | 1.366.233 / 1.366.233 (100 %) | $ 92.608.625   |

## Setlist Helene Fischer Farbenspiel Live 2014/2015
| Nr. | Titel                                                               | Länge |
| --- | ------------------------------------------------------------------- | ----- |
| 1.  | Ouvertüre Herbst                                                    |       |
| 2.  | Unser Tag – Live in Hamburg 2014                                    |       |
| 3.  | Und morgen früh küss ich dich wach – Live in Hamburg 2014           |       |
| 4.  | Fehlerfrei – Live in Hamburg 2014                                   |       |
| 5.  | Mitten im Paradies – Live in Hamburg 2014                           |       |
| 6.  | In diesen Nächten – Live in Hamburg 2014                            |       |
| 7.  | Wunder dich nicht – Live in Hamburg 2014                            |       |
| 8.  | Nur wer den Wahnsinn liebt – Live in Hamburg 2014                   |       |
| 9.  | Interlude Winter                                                    |       |
| 10. | Lass jetzt los (Let it Go) – Live in Hamburg 2014                   |       |
| 11. | Vergeben, vergessen und wieder vertrauen – Live in Hamburg 2014     |       |
| 12. | Bring me to Life – Live in Hamburg 2014                             |       |
| 13. | Feuerwerk – Live in Hamburg 2014                                    |       |
| 14. | Rock Medley – Live in Hamburg 2014                                  |       |
| 15. | Mit keinem andern – Live in Hamburg 2014                            |       |
| 16. | Interlude Frühling                                                  |       |
| 17. | Der Augenblick – Live in Hamburg 2014                               |       |
| 18. | Caruso – Live in Hamburg 2014                                       |       |
| 19. | Ein kleines Glück – Live in Hamburg 2014                            |       |
| 20. | Interlude Sommer                                                    |       |
| 21. | Marathon – Live in Hamburg 2014                                     |       |
| 22. | Ich will immer wieder... dieses Fieber spürn – Live in Hamburg 2014 |       |
| 23. | Te Quiero – Live in Hamburg 2014                                    |       |
| 24. | Fly – Live in Hamburg 2014                                          |       |
| 25. | My Heart will go on – Live in Hamburg 2014                          |       |
| 26. | Von hier bis unendlich – Live in Hamburg 2014                       |       |
| 27. | Die Hölle morgen früh – Live in Hamburg 2014                        |       |
| 28. | Phänomen – Live in Hamburg 2014                                     |       |
| 29. | Atemlos durch die Nacht (Akustik Version) – Live in Hamburg 2014    |       |
| 30. | Atemlos durch die Nacht – Live in Hamburg 2014                      |       |
| 31. | So kann das Leben sein – Live in Hamburg 2014                       |       |

| Nr. | Titel                                                                       | Länge |
| --- | --------------------------------------------------------------------------- | ----- |
| 1.  | Ouvertüre – Live in Berlin 2015                                             |       |
| 2.  | Unser Tag – Live in Berlin 2015                                             |       |
| 3.  | Und morgen früh küss ich dich wach – Live in Berlin 2015                    |       |
| 4.  | Fehlerfrei – Live in Berlin 2015                                            |       |
| 5.  | Mitten im Paradies – Live in Berlin 2015                                    |       |
| 6.  | Wunder dich nicht – Live in Berlin 2015                                     |       |
| 7.  | Marathon – Live in Berlin 2015                                              |       |
| 8.  | Te Quiero – Live in Berlin 2015                                             |       |
| 9.  | Interlude Winter – Live in Berlin 2015                                      |       |
| 10. | Nessaja – Live in Berlin 2015                                               |       |
| 11. | Vergeben, vergessen und wieder vertraun – Live in Berlin 2015               |       |
| 12. | Feuerwerk – Live in Berlin 2015                                             |       |
| 13. | Party Medley – Live in Berlin 2015                                          |       |
| 14. | Mit keinem andern – Live in Berlin 2015                                     |       |
| 15. | Interlude Sommer – Live in Berlin 2015                                      |       |
| 16. | So kann das Leben sein – Live in Berlin 2015                                |       |
| 17. | Everything I Do – Live in Berlin 2015                                       |       |
| 18. | Ich will immer wieder... dieses Fieber spürn – Live in Berlin 2015          |       |
| 19. | Von hier bis unendlich – Live in Berlin 2015                                |       |
| 20. | Ein kleines Glück – Live in Berlin 2015                                     |       |
| 21. | The Rose – Live in Berlin 2015                                              |       |
| 22. | Hundert Prozent – Live in Berlin 2015                                       |       |
| 23. | Die Hölle morgen früh – Live in Berlin 2015                                 |       |
| 24. | Phänomen – Live in Berlin 2015                                              |       |
| 25. | Atemlos durch die Nacht (Acapella Version) – Live in Berlin 2015            |       |
| 26. | Atemlos durch die Nacht (Extended Dance Version 2015) – Live in Berlin 2015 |       |